# Antalis inaequicostata
Antalis inaequicostata är en blötdjursart som först beskrevs av Philippe Dautzenberg 1891.  Antalis inaequicostata ingår i släktet Antalis och familjen Dentaliidae. Inga underarter finns listade i Catalogue of Life.